# 陳沃心
陳沃心（？—？），福建泉州府同安縣军籍，嘉禾店前人。

## 生平
万历二十八年（1600年）庚子科福建乡试举人，四十一年（1613年）癸丑科進士，次年授德清县知县，天啓三年官广东海丰县知县，擢刑部主事，晋郎中，天啓七年二月任惠王朱常润王府左長史，加服俸，官至广西按察司副使。
墓在二十四都上张埔。